# Война гуарани

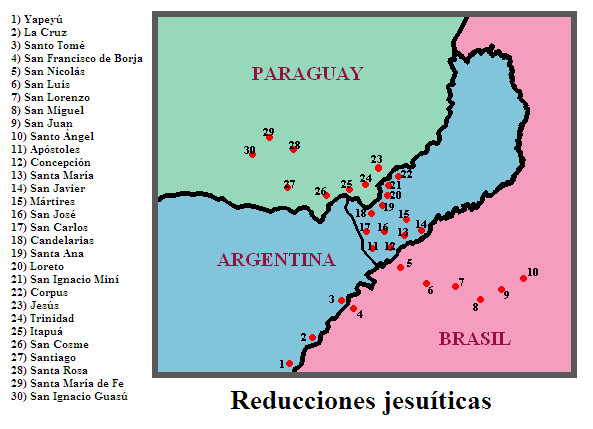
Расположение наиболее важных редукций на современной политической карте

Война́ гуарани́ (исп. Guerra Guaranítica) 1754—1756 годов, также известная как война семи редукций, происходила между племенами гуарани и семью иезуитскими редукциями с одной стороны и объединёнными испано-португальскими войсками с другой. Стала результатом Мадридского договора, по которому определялась граница между испанскими и португальскими колониальными территориями в Южной Америке.

## Причины
Граница между двумя странами Мадридским договором 1750 года была определена по реке Уругвай, причём Португалия получила земли на восточном берегу реки. Семь иезуитских редукций на восточном берегу Уругвая, известные как Misiones Orientales (Восточные миссии) (Сан-Мигель, Санто-Анхель, Сан-Лоренсо-Мартир, Сан-Николас, Сан-Хуан-Баутиста, Сан-Луис-Гонсага и Сан-Франсиско-де-Борха), с населением в 29 тысяч человек, должны были быть перемещены на испанский (западный) берег реки в течение одного года.
Опасаясь как сопротивления гуарани, так и противодействия иезуитского ордена, который мог использовать выведение своих владений из-под власти испанской короны для создания на их основе независимого государства, короли Испании и Португалии подписали дополнительную секретную конвенцию, в которой обязались в случае сопротивления выселить «индейцев и жителей этого района» силой.

## Ход войны

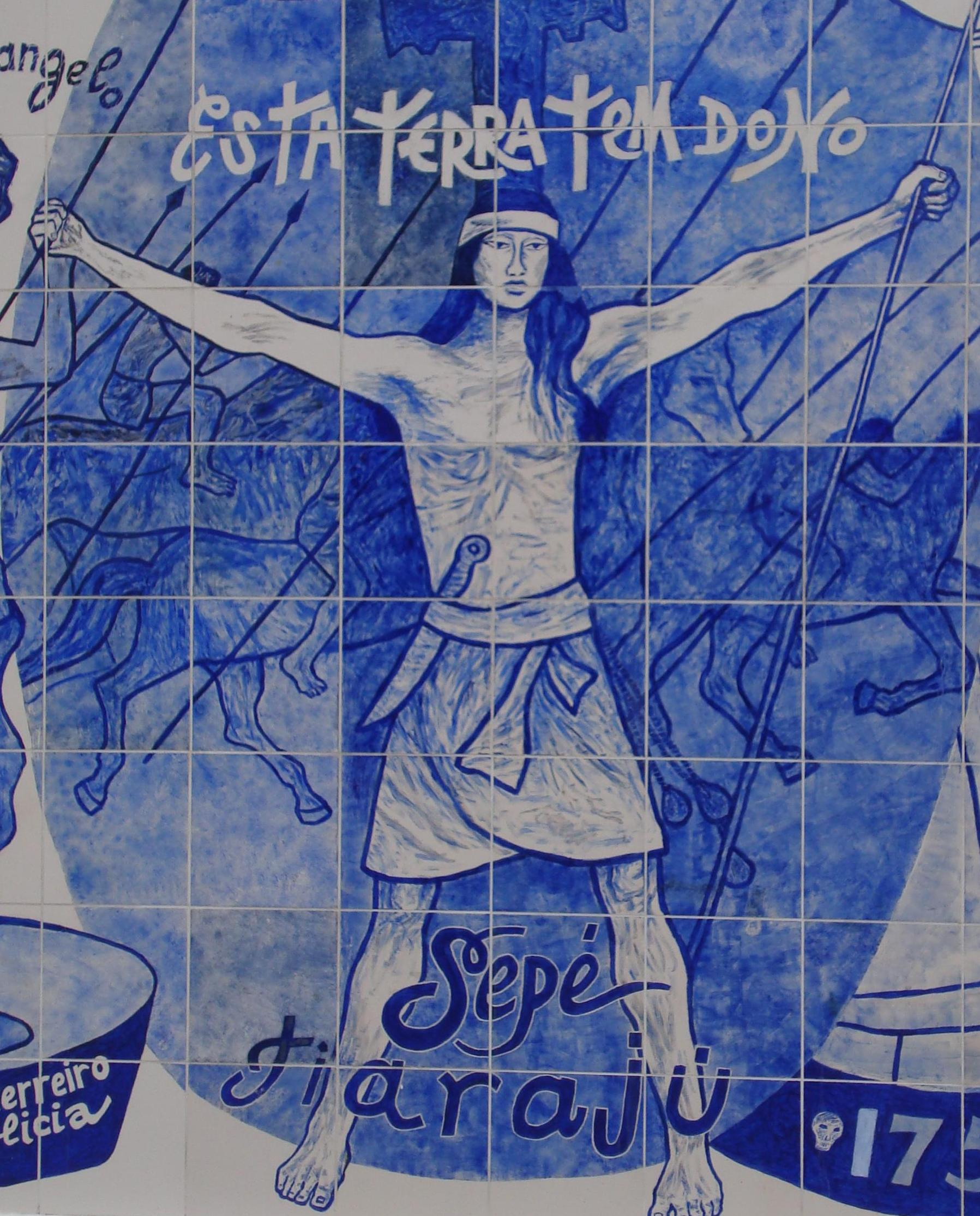
Панно в Порту-Алегри «У этой земли есть хозяин — Сепе́ Тиаражу́»

После нескольких продлений первоначального годичного срока, когда иезуиты саботировали прямые распоряжения испанских властей, угрожали восстанием индейцев, и пытались отменить решение властей, направляя на подкуп чиновников значительные суммы, в 1754 году иезуиты отказались от управления миссиями. Однако оставшиеся в четырёх миссиях 9 тысяч гуарани под предводительством коррехидорa редукции Сан-Луис Сепе Тиаражу отказались подчиниться приказу о переселении. Иезуиты парагвайской провинции ордена были обвинены в подстрекательстве к восстанию; эти события подкрепили выдвигавшиеся раньше обвинения во враждебном отношении иезуитов к испанской короне, и послужили одной из предпосылок уничтожения ордена иезуитов.
К маю 1754 года губернатор Буэнос-Айреса возглавил отряд в 2 тысячи солдат, направленный на подавление восстания. Провинциал иезуитов Парагвая Хосе де Барреда и присланный из Испании с особыми полномочиями иезуит Лопе Луис Альтамирано отправили братьям в редукции послания с призывом подчиниться властям под угрозой отлучения и других наказаний; одновременно они же отправили тайное послание с призывом не принимать всерьез свои угрозы и держаться стойко, поскольку «помощь не за горами». После нескольких стычек с индейцами, возглавляемыми прибывшим из редукции Консепсьон коррехидором Николасом Нингиру, губернатор Буэнос-Айреса отступил. Поражение испанских войск вызвало увеличение враждебности к иезуитам и в Испании и в Португалии.
В феврале 1756 года объединённая армия из 3 000 испанских и португальских солдат атаковала поселения. 7 февраля в стычке погиб предводитель индейцев Хосе Тиаражу́ по прозвищу Сепе́, и в битве 10 февраля оставшиеся без командующего индейцы были разгромлены. В результате погибли 1 311 воинов гуарани, в то время как у колониальных войск было только четверо убитых и 30 раненых.
После сражения объединённая испано-португальская армия оккупировала семь миссий, иезуиты пошли на сотрудничество в деле эвакуации миссий, а проведенное расследование подтвердило, что иезуиты вдохновляли индейцев на сопротивление. Земли миссий было решено передать в индивидуальное пользование индейцев.

## Последствия
В 1759 году Португалия полностью запретила иезуитский орден в своих колониях и в метрополии; это стало первым шагом к полному упразднению общества Иисуса.
Спустя ещё два года Испания и Португалия аннулировали так и не выполненный договор 1750 года и подписали договор в Эль-Пардо, по которому Испания сохранила за собой земли семи миссий и прилегающие территории; часть индейцев вернулась в редукции. В том же году начались военные действия между Испанией и Португалией, и при захвате испанскими войсками Колония-дель-Сакраменто им помогал отряд гуарани в 1800 человек, под руководством иезуитов Хосе Кардьела и Сегисмундо Аспергера.

## В культуре
В 1986 году был снят художественный фильм «Миссия» по мотивам этих событий. Картина завоевала «Золотую пальмовую ветвь» Каннского кинофестиваля (1986), премию «Оскар» (1987), «Золотой глобус» (1987) и множество других наград.